# Resolutie 358 Veiligheidsraad Verenigde Naties
Resolutie 358 van de Veiligheidsraad van de Verenigde Naties werd aangenomen op 15 augustus 1974. Dat gebeurde op de 1793ste vergadering van de Raad.

## Achtergrond
In 1964 hadden de VN de UNFICYP-vredesmacht op Cyprus gestationeerd, na het geweld tussen de twee bevolkingsgroepen op het eiland. Deze was tien jaar later nog steeds aanwezig toen er opnieuw geweld uitbrak nadat Griekenland een staatsgreep probeerde te plegen en Turkije het noorden van het eiland bezette.

## Inhoud
De Veiligheidsraad was ernstig bezorgd over het voortduren van het geweld op Cyprus, en betreurde diep dat er geen gehoor was gegeven aan resolutie 353.
De Veiligheidsraad herinnerde aan de resoluties 353, 354, 355 en 357. De Veiligheidsraad stond erop dat de betrokken partijen zich volledig aan de resoluties en aan het staakt-het-vuren zouden houden.

## Verwante resoluties
- Resolutie 355 Veiligheidsraad Verenigde Naties
- Resolutie 357 Veiligheidsraad Verenigde Naties
- Resolutie 359 Veiligheidsraad Verenigde Naties
- Resolutie 360 Veiligheidsraad Verenigde Naties

Lijst ·  345 ·  346 ·  347 ·  348 ·  349 ·  350 ·  351 ·  352 ·  353 ·  354 ·  355 ·  356 ·  357 ·  358 ·  359 ·  360 ·  361 ·  362 ·  363 ·  364 ·  365 ·  366